# حرد (القبيطة)

تعديل مصدري - تعديل

حرد هي إحدى قرى عزلة كرش بمديرية القبيطة التابعة لمحافظة لحج، بلغ تعداد سكانها 145 نسمة حسب تعداد اليمن لعام 2004.